# Олимпијски веслачки-кану парк Шуњи
Олимпијски веслачки-кану парк Шуњи (поједностављени кинески: 顺义奥林匹克水上公园; традиционални кинески: 順義奧林匹克水上公園и; пињин: Shùnyì Àolínpǐkè Shuǐshàng Gōngyuán) изграђена је за такмичења у веслању, кануу и пливању на отвореном на 10 км у на Љетњим олимпијским играма 2008. Налази се у селу Мапо у округу Шуњи у Пекингу.
Прва такмичења на том месту одржана су у августу 2007. године, годину дана уочи Олимпијских игара 2008. за које је изграђен. Свјетско јуниорско првенство у веслању, China Open Canoe/Kayak Slalom и China Canoe/Kayak Flatwater Open одржани су тог мјесеца као дио серије спортских догађаја „Good Luck Beijing“ (Срећно Пекинг). Тамо су такође одржани маратонско пливање на 10 км и друга квалификациона дисциплина за Летње олимпијске игре 2008. године.

## Водена слаломска стаза
Слаломска стаза у Шуњи се генерално сматра тешком, чак и по олимпијским стандардима. Брзина воде је 7,5 метара у секунди. Са падом од 6,3 метра (21 стопу), стаза од 300 метара има нагиб од 2,1% од 20,9 м/км (110 стопа/миља).
Покрећена електричним пумпама, слаломска стаза се налази на југозападном углу дугачког правоугаоног језерца за веслање из којег црпи воду. Његова западна петља је такмичарска стаза; источна петља, са гранама, је за тренинг и загријавање. Лифтови за чамце са покретним тракама носе веслаче до стартног базена.
Зелени и црвени бројеви на мапи показују конфигурацију капије која се користила за финале Олимпијских игара 2008. године. Постојало је шест узводних капија (црвени бројеви): двије у десним вртлозима, три у левим вртлозима и капија #10, капија С-окрета, у средини тока испод средњег снопа пластичних стубова.  Веслачи су ушли на капију бр. 10 са леве стране и изашли са десне стране.  Пад између капија #14 и #15 назван је "стир фри".
Капије #3 и #4 биле су капије узводно, једна поред друге испод истог пада. Веслачи су извршили маневар са фигуром 8, прелазећи језик воде који је произвела кап да би дошли од #3 до #4. Ова потешкоћа је додата за финале. Раније трке су имале #3 као низводну капију изнад пада, а капију #6 као узводну капију да би се сачувао број узводних капија.
Шест зелених низводних капија било је шире од нормалног (2, 5, 8, 13, 15 и 19) са сваким стубом који је висио са сопствене жице како би се омогућило да један стуб буде даље низводно од другог.
Последња слика у галерији испод приказује карактеристике конструкције које су недавно постале стандард за такве стазе: вертикални бочни зидови (осим стратешки постављених косих зидова за пригушивање осцилација воде), модуларни генератори турбуленције на поду канала и кластери покретних пластичних стубова причвршћених на под као одводници воде. У каналу нема бетонских громада.
Било је проблема током Олимпијских игара 2008. због великог раста алги. Међутим, алге су уклоњене чамцима, тако да су такмичења једва утицала на то, иако су се неки спортисти у кану тркама такмичили са модификованим контролним перајама како би спречили да се алге заглаве и тако изгубе вријеме.
Послије Олимпијских игара, спортски објекат је био намењен првенствено за купање и као парк. Међутим, данас се готово више не користе и дјелимично су препуштени сами себи.

## Детаљи о мјесту одржавања спортских такмичења
- Покривена површина: 318.500 квадратних метара
- Фиксно сједење: 1.200
- Привремена сједишта: 25.800 (укључујући 10.000 стајаћих)
- Изградња је почела: 2005, године
- Изградња завршена: 28. јула 2007. године.[10]

## Галерија
- Сталци за гледаоце.
- Капије #3 - #5.
- Капије #9 - #14.
- Капије #15, "stir fry."
- Капије #19 - #21.
- Капије #16 - #21, без воде.